# Juan Cavallaro
Juan Ignacio Cavallaro (Paraná, 28 giugno 1994) è un calciatore argentino, centrocampista del San Martín (SJ).

## Carriera

### Club
Ha giocato nella prima divisione argentina con Unión (SF) e San Lorenzo.

### Nazionale
Ha giocato nella nazionale argentina Under-20, con la quale nel 2013 ha anche partecipato al campionato sudamericano di categoria.

## Palmarès

### Club

#### Competizioni nazionali
- Campionato argentino: 1

San Lorenzo: Inicial 2013
- Copa de la Superliga: 1

Tigre: 2019

#### Competizioni internazionali
- Coppa Libertadores: 1

San Lorenzo: 2014